# زمان تمرکز
زمان تمرکز، به زمانی گفته می‌شود که رواناب از دورترین نقطه (از لحاظ زمانی) حوضه آبریز به نقطه خروجی از حوضه مورد نظر برسد. پارامترهای زمانی از جمله پارامترهایی هستند که در اکثر مدل‌های هیدرولوژیکی و هیدرولیکی استفاده می‌شوند. متداول‌ترین پارامترهای زمانی مورد استفاده در هیدرولوژی زمان تمرکز است. زمان تمرکز مدت زمانی است که آب از دورترین نقطه حوضه به نقطه خروجی برسد. زمان تمرکز در طراحی سرریزها، برآورد حجم سیلاب، تهیه هیدروگراف سیل و بسیاری از آنالیزهای هیدرولوژیکی دیگر مورد نیاز است. 

## وابستگی‌ها
زمان تمرکز به عوامل زیر بستگی دارد:
1. پستی‌ها و بلندی‌های حوضه
2. شیب حوضهٔ آبخیزی
3. ارتفاع حوضهٔ آبخیزی
4. مساحت حوضهٔ آبخیزی